# Wattie Buchan
Walter „Wattie“ Buchan (* 24. července 1956 [někdy udáváno i 1960], Edinburgh) je zpěvák punkové kapely The Exploited.
Po krátké službě v britské armádě se vrací do Edinburghu ve Skotsku. V době jeho nepřítomnosti zakládá jeho bratr Willie kapelu, která dává základ The Exploited. Buchan se stává ihned zpěvákem této kapely.